# Obsessed (canción de Mariah Carey)
«Obsessed» (español: «Obsesionado») es una canción de la cantante estadounidense Mariah Carey de su duodécimo álbum de estudio, Memoirs of an Imperfect Angel. La canción, producida y escrita por Carey, The-Dream (quien hizo la introducción sobre la canción) y Christopher «Tricky» Stewart, fue lanzado a la radio de EE. UU. el 16 de junio de 2009 como el primer sencillo del álbum que fue lanzado en 29 de septiembre de 2009.

## Lanzamiento
El 9 de junio de 2009, Carey anunció a través de Twitter que el primer sencillo de Memoirs of an Imperfect Angel sería «Obsessed» y que sería lanzado a la radio el martes siguiente, 16 de junio, que también declaró que «esta es una de sus canciones favoritas». La cantante describe la canción como un «registro uptempo la diversión del verano». Carey dijo que a pesar de que quería lanzar una balada, «Obsessed» tenía que venir en primer lugar, porque quería «un verano divertido momento para lanzar el álbum». Ella escribió en Twitter, «Es diferente para mí, pero claro, ¡es así que yo!». La canción fue transmitida digitalmente a las emisoras de radio el 16 de junio de 2009 para Airplay inmediata e hizo su debut en la emisora de radio B96 Chicago a las 2:00 p. m.. Un remix oficial de la canción con el rapero Gucci Mane, se estrenó en el mismo día.
En una entrevista con MTV News, Cannon declaró: «Para ser completamente honesto, que hizo el registro porque ella es una gran fan de la película Mean Girls, y hay una línea de la película en una de las chicas es como, '¿Por qué usted tan obsesionado conmigo?». Ella dice que al principio de la canción, y ahí es donde el concepto de vino. Pero usted sabe, «el arte imita a la vida». También declaró que Carey «no la carne de vacuno».